# Metacynortoides obscurus
Metacynortoides obscurus is een hooiwagen uit de familie Cosmetidae.